# Megaloceros
Megaloceros (auch Riesenhirsche) war eine Gattung sehr großer Hirsche und Vertreter der Megafauna, die während der Zeit des späten Pleistozäns und des frühen Holozäns in Eurasien lebte.
Lange ging man davon aus, die Megaloceros-Spezies seien bereits am Ende der letzten Kaltzeit, durch Selektionsdruck aufgrund von klimatischen Veränderungen sowie Veränderungen des Nahrungsangebotes ausgestorben. Die Analyse von Knochenfunden mittels Radiokarbonmethode, konnte jedoch belegen, dass die letzten Riesenhirsche vor etwa 7.000 Jahren gelebt haben.
Als Ursachen für das Aussterben der Riesenhirsche werden mittlerweile der Klimawandel und die daraus resultierende Veränderung des Nahrungsangebotes in Kombination mit stärkerer Nahrungskonkurrenz durch andere Hirscharten genannt sowie die Bejagung durch den Menschen.

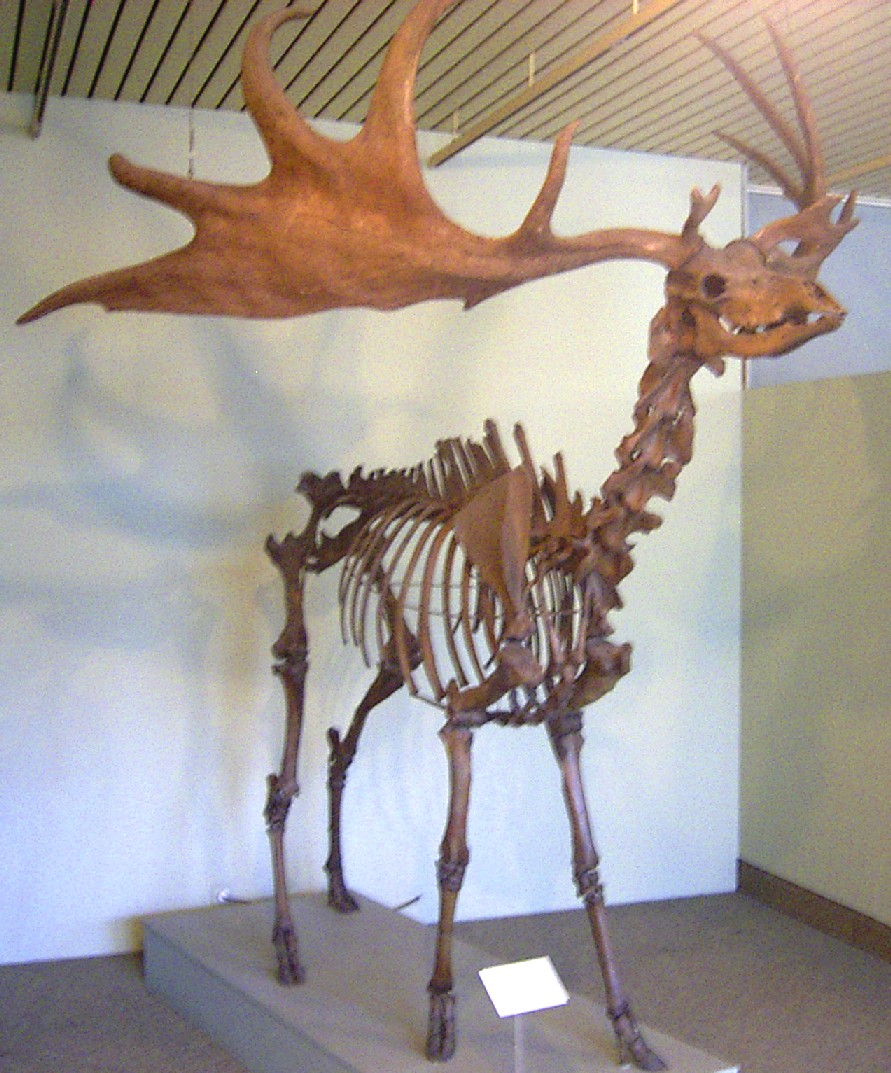
Skelett eines Exemplars aus Irland

Größenvergleich des Geweihs mit dem eines Rothirsches (rechts unten)

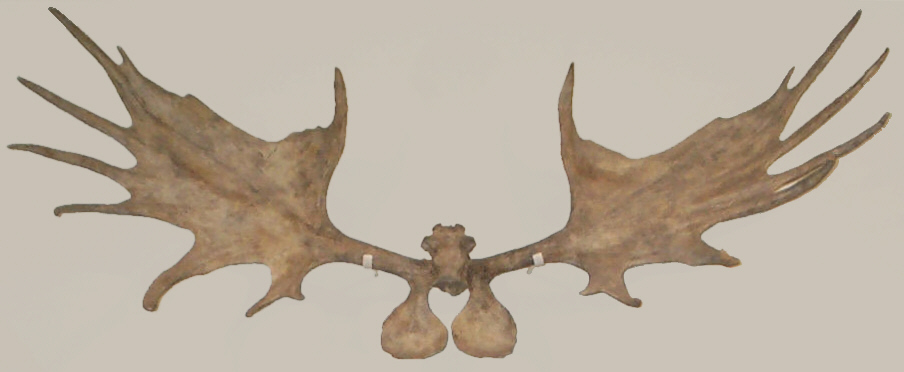
Geweih eines Megaloceros giganteus, Spannweite ca. 2,60 Meter, Urmensch-Museum Steinheim

## Lebende Verwandte
Aufgrund des ähnlichen Körperbaus wurde lange spekuliert, der Rothirsch sei der nächste noch lebende Verwandte des Riesenhirsches. Forscher verglichen die DNA von 44 modernen Hirschspezies mit den Datensätzen späteiszeitlicher Riesenhirsche, als Grundlage für die Erstellung eines Stammbaums. Dabei konnte klar nachgewiesen werden, dass der Damhirsch dem Riesenhirsch genetisch am ähnlichsten, und somit sein nächster überlebender Verwandter ist. Alle gehören zur Tribus der Echten Hirsche (Cervini).

## Megaloceros
Der Name Megaloceros ist aus dem Griechischen megas, für groß und keras für Horn abgeleitet, bedeutet also in der direkten Übersetzung „Riesenhorn“.

### Verbreitung und Arten
Eine der frühen Arten war Megaloceros obscurus aus dem unteren Pleistozän. Er war die erste Art der Linie, die zum bekannten Megaloceros giganteus führte.
Megaloceros giganteus erschien vor etwa 400.000 Jahren in Eurasien. In Nordafrika lebte hingegen die nahe verwandte Gattung Megaceroides. Nordamerika erreichten die Riesenhirsche jedoch nicht.
Eine enge Verwandtschaft bestand des Weiteren mit der ausgestorbenen ostasiatischen Gattung Sinomegaceros gefunden, die vorzugsweise in der Inneren Mongolei, Nordchina, Korea und Japan verbreitet war. Das ostasiatische Sinomegaceros trennte sich im Pleistozän vor etwa 100.000 Jahren von Megaloceros. Neuste Studien zeigen aber auch das es weiterhin Vermischungen zwischen Megaloceros giganteus und Simamegaceros orindosianus in Nordchina gab und die Innere Mongolei vermutlich als eiszeitliches Refugium von Sinomegaceros diente. Die letzten Vertreter von Sinomegaceros (Sinomegaceros yabei) starben am Beginn des Holozän in Japan aus.
Lange gingen Wissenschaftler davon aus, dass der Riesenhirsch bereits vor 11.500 Jahren in Europa ausgestorben sei und bis vor 7.600 Jahren nur noch vereinzelt in Sibirien anzutreffen war.
Mittlerweile konnte jedoch durch die Analyse neuerer Knochenfunde, einschließlich einer genauen Betrachtung der mitochondrialen DNA, der Nachweis erbracht werden, dass die letzten Vertreter des Riesenhirsches vor ca. 7.000 Jahren in Zentraleuropa ausstarben. Zunächst glaubte man, es handle sich bei den Funden aus den Höhlen Hohler Fels und Hohlenstein-Stadel, in der Schwäbischen Alb, um die Knochen urzeitlicher Elche. Die Wissenschaftler der Universität Tübingen konnten sie nach Abschluss der Untersuchungen jedoch eindeutig dem Riesenhirsch zuordnen.
Nicht alle Megaloceros-Arten waren sehr groß; es haben sich, ähnlich wie bei anderen Gattungen des Pleistozäns auch, Insel-Zwergformen entwickelt. Megaloceros cazioti aus Korsika und Sardinien, der aus Megaloceros verticornis hervorging, erreichte nur etwa einen Meter Schulterhöhe und hatte ein stark reduziertes Geweih.
Megaloceros cretensis aus Kreta war noch kleiner und maß nur 60 cm an der Schulter. Mit seinem kurzen Geweih erinnerte er eher an einen Muntjak.
Folgende Megaloceros-Arten werden unterschieden:
- M. antecedens
- M. cazioti
- M. cretensis
- M. dawkinsi
- M. giganteus
- M. luochuanensis
- M. matritensis
- M. mugharensis
- M. novocarthaginiensis
- M. obscurus
- M. pachyosteus
- M. sardus
- M. savini
- M. verticornis

### Lebensweise
Es wird angenommen, dass die Riesenhirsche, wie die heutigen Hirsche, in Gruppen lebten. Das beeindruckende Geweih, mit dem die Hirsche ihre Rangkämpfe austrugen, wurde jedes Jahr abgeworfen und musste neu nachwachsen.
Bis zum Ende der letzten Kaltzeit fanden Megaloceros ihre Hauptnahrung Gras auf diversen Steppen Nordeuropas. Als Pflanzenfresser waren sie jedoch auch in der Lage, in Wäldern ausreichend Nahrung zu finden.

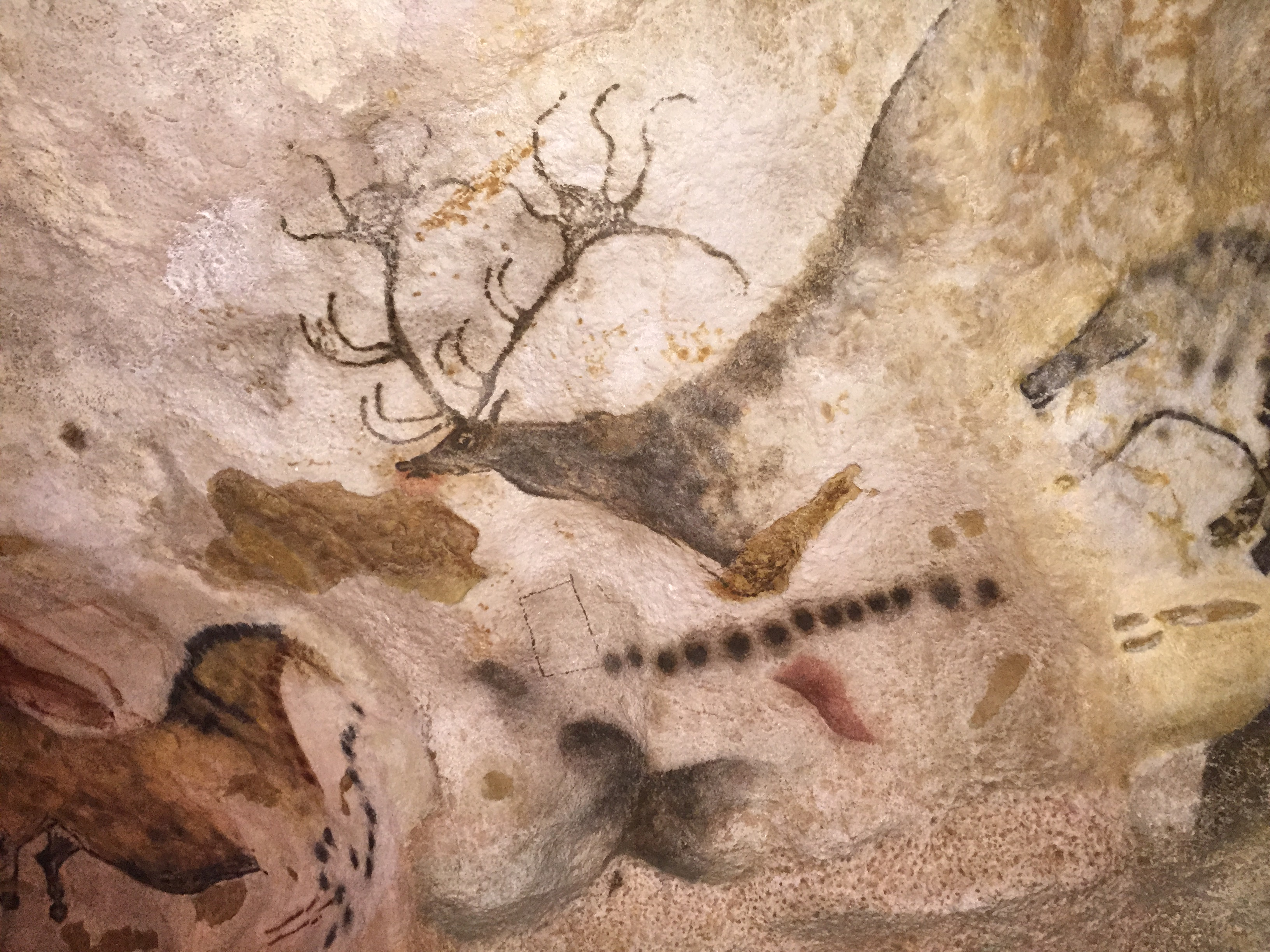
Höhlenmalerei mit Darstellung eines Riesenhirsches,
Höhle von Lascaux, Frankreich

### Beschreibung
Die bekannteste Art Megaloceros giganteus hatte eine Schulterhöhe von etwa 2 Metern und erreichte damit die Größe eines heutigen Elchs, bei einem deutlich höheren Gewicht von bis zu 1,5 t (während Elche maximal 800 kg wiegen). Das Geweih der männlichen Tiere übertraf an Größe die Geweihe aller heutigen Hirsche und war damit eine der größten Stirnwaffen, die die Paarhufer hervorbrachten. Das Schaufelgeweih erreichte eine Spannweite von bis zu 3,40 Metern und machte eine besonders ausgeprägte Schultermuskulatur erforderlich.
Da sich Megaloceros giganteus auf zahlreichen Höhlenzeichnungen eiszeitlicher Menschen findet, ist davon auszugehen, dass er bei der Jagd der frühen Menschen Europas eine Rolle gespielt hat. Auf diesen Bildern ist er mit einem dunkelbraunen Rücken und einer weißlichen Brust dargestellt, so dass man davon ausgeht, dass dies die tatsächlichen Fellfarben dieses Riesenhirsches waren. Auf einigen der Zeichnungen ist eine dreieckige Struktur im Schulterbereich zu erkennen. Das Skelett von Megaloceros zeigt im Schulterbereich eine individuell unterschiedlich starke Verlängerung der Wirbelfortsätze, die als zusätzliche Ansatzstelle für die Muskeln dienten, die es dem Tier ermöglichten, das schwere Geweih zu tragen.
Der ausgestorbene Breitstirnelch (Alces latifrons), der ebenfalls über ein extrem schweres Geweih verfügte, weist einen ähnlichen, von Wirbelausläufern gebildeten, Schulterbuckel auf.

### Aussterben

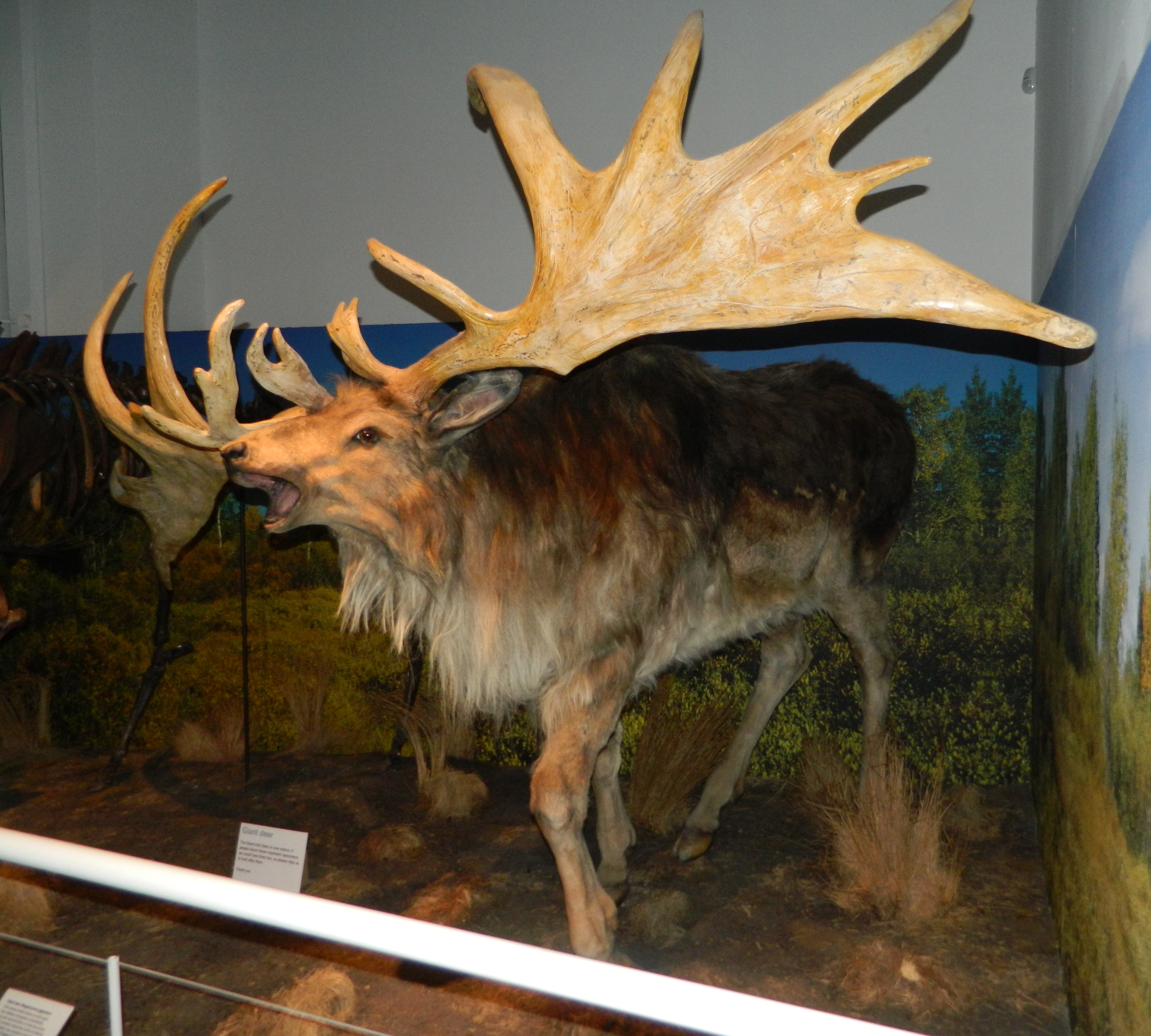
Lebendrekonstruktion der Art Megaloceros giganteus im Ulster Museum

Früher wurde u. a. angenommen, dass der Riesenhirsch infolge der Wiederbewaldung am Ende der letzten Eiszeit ausstarb, da sein riesiges Geweih für das Leben im Wald ungeeignet war oder weil sein hohes Gewicht die Nahrungssuche in den zunehmend versumpften Steppen immer beschwerlicher und energieraubender machte.
Außerdem wurde die Möglichkeit diskutiert, dass der Riesenhirsch am Ende des Pleistozäns, als sich die Vegetation änderte, die Nährstoffe zum Aufbau des Geweihes nicht mehr in ausreichendem Maße zur Verfügung hatte. Wie A. J. Stuart (2004) vom Institut für Biologie des University College in London zeigte, hat der Riesenhirsch im westlichen Sibirien 3000 Jahre länger überlebt als bislang angenommen. Für ihn und sein Team ist das ein Beleg dafür, dass die Gründe für das Aussterben der einzelnen Tierarten komplexer sind. So gibt es kaum Anzeichen dafür, dass die Geweihe am Ende des Pleistozäns kleiner wurden. Das Aussterben des Riesenhirsches dürfte am ehesten mit einer Kombination von menschlichen Nachstellungen und Veränderungen der Vegetation zusammenhängen. Der Riesenhirsch war über hunderttausende von Jahren eine höchst erfolgreiche Art und starb zusammen mit etlichen anderen Tierarten im Zuge der quartären Aussterbewelle aus.
Mittlerweile gilt eine Kombination aus Bejagung durch den Menschen sowie steigender Nahrungskonkurrenz durch Rothirsche und Rentiere, nach einer Veränderung des Angebotes von Futterpflanzen, infolge klimatischer Veränderungen als wahrscheinlichste Begründung für das Aussterben der Riesenhirsche.